# Leucanthemum burnatii
Leucanthemum burnatii là một loài thực vật có hoa trong họ Cúc. Loài này được Briq. & Cavill. mô tả khoa học đầu tiên năm 1916.